# Scott Altman
Scott Douglas Altman også kaldet Scott Douglas "Scooter" Altman (født 15. august 1959) er en NASA-astronaut og han har fløjet fire rumfærgemissioner, de to første (STS-90 og STS-106) som andenpilot, de to sidste som kaptajn (STS-109 og STS-125).
Før NASA fløj Scott Altman F-14 Tomcat fra hangarskibe.